# Melsele (przystanek kolejowy)
Melsele (niderl. Station Melsele) – stacja kolejowa w Melsele, w prowincji Flandria Wschodnia, w Belgii. Znajduje się na linii 59 Antwerpia - Gandawa. 

## Linie kolejowe
- 59 Antwerpia - Gandawa

## Połączenia
Weekendowe
| Typ pociągu | Trasa                                      | Częstotliwość |
| ----------- | ------------------------------------------ | ------------- |
| L           | Antwerpen-Centraal - Lokeren - Dendermonde | 1x/h          |
| L           | Roosendaal - Antwerpia - Lokeren           | 1x/h          |